# Hamza Zouhaïr
Pas d'image ? Cliquez ici

a Compétitions nationales et continentales officielles uniquement.

Dernière mise à jour le 1 juin 2021.
Hamza Zouhaïr, né le 29 mars 1984, est un joueur franco-marocain[réf. nécessaire] de rugby à XV qui évolue au poste de troisième ligne aile.